# Maison des médias Thomas Mègnassan
La Maison des Médias Thomas Mègnassan est un centre de presse créé en 2004, situé dans le quartier de Gbédjromédé à Cotonou (Bénin).
Conformément aux résolutions des états généraux de la presse tenus en 2002, il est un lieu de rencontre pour tous les médias professionnels et des personnes d'autres pays de passage pour diverses activités de formation, de rencontres, d’échanges et de recherche.
Son nom rend hommage au journaliste béninois Thomas Mègnassan.

## Fonctionnement

### Objectifs
Créée par l’Union des professionnels des médias du Bénin (UPMB) et le Conseil national du patronat de la presse et de l’audiovisuel du Bénin (CNPA Bénin), deux associations faîtières de la profession des médias dont elle abrite le siège, la Maison des médias Thomas Mègnassan a plusieurs objectifs dont, entre autres de :
- favoriser la collaboration entre le centre et la presse du Bénin et les médias des autres pays ;
- promouvoir la solidarité entre les professionnels des médias ;
- servir de cadre et d’appui à la formation et au perfectionnement des professionnels des médias ;
- renforcer les capacités de production des médias ;
- jouer un rôle de veille et d’alerte en mettant à la disposition des professionnels des informations relatives à la gestion de la liberté de presse au Bénin et en dehors du Bénin ;
- promouvoir la circulation de l’information et les échanges entre journalistes et autres professionnels de la communication ;
- créer un espace de liberté pour les professionnels des médias.

### Personnel
Le personnel administratif est constitué du directeur exécutif, du comptable, du secrétaire administratif, du coursier, d'un agent d’entretien, d'un gardien, de quatre formateurs et de plusieurs consultants intervenant dans le cadre de diverses activités.

### Bénéficiaires
Tous les professionnels des médias, les étudiants en journalisme, les salariés et les particuliers sont les principales cibles de ce centre.

## Description

### Ressources
La Maison des Médias a procédé depuis 2004 à des ménagements pour permettre aux usagers de bénéficier des services dans de bonnes conditions.
Doté d’équipements tel que vidéoprojecteur, matériel audiovisuel et une sonorisation de salle, le centre dispose de :
- une salle de conférence (l’auditorium) ;
- des salles de travail pour groupe jusqu'à vingt personnes ;
- un salon de rencontre climatisé (VIP) pour les patrons de presse ;
- une salle informatique équipée de dix postes ;
- un centre multimédia pour le traitement des productions ;
- un studio école radio ;
- un studio école télé ;
- un point d'accès à internet gratuit, filaire et wifi, pour les professionnels ;
- une salle de restauration ;
- une terrasse utilisable en belle saison.

### Formation
Des formations en informatique, des ateliers d’initiation et de perfectionnement en internet et multimédia, des formations en journalisme, en graphisme, en montage vidéo et en photojournalisme sont dispensées.

### Directeurs
- 2005 à 2009 : Joseph Perzo Anago ;
- 2009 à 2010 : Franck Lahibi (décédé durant son mandat) ;
- 2010 à 2013 : Jeannot Imbs ;
- 2014 à 2020 : Alain Sessou.